# Nasreddine Ben Mokhtar
Nasreddine Ben Mokhtar (arabe : نصر الدين بن مختار), né le 13 mars 1959 dans le quartier de Bab Jedid à Tunis et mort le 18 février 2013 à l'Ariana à l'âge de 54 ans, est un acteur et metteur en scène de théâtre tunisien.
Figure connue de la scène et de la télévision tunisienne, il est révélé dans la foulée des premières créations de Lamine Nahdi dans les années 1970.
À la suite d'une série d'accidents vasculaires cérébraux, il meurt le 18 février 2013 à l'hôpital Abderrahmane-Mami de l'Ariana. Ses funérailles ont lieu le lendemain au cimetière Ben Yedder de Ben Arous.

## Courts métrages
- 2007 : Amis de cœur
- 2009 : Kolna Twensa

## Théâtre
- 2011 : Melon de la révolution